# Untere Ohre
Die Untere Ohre ist ein FFH-Gebiet in den Gemeinden Bülstringen, Westheide, Niedere Börde, Zielitz und Loitsche-Heinrichsberg sowie den Städten Haldensleben und Wolmirstedt im Landkreis Börde in Sachsen-Anhalt.

## Allgemeines
Das FFH-Gebiet erstreckt sich über eine Länge von circa 39 Kilometern. Es grenzt im Westen an das als Naturschutzgebiet „Klüdener Pax-Wanneweh“ ausgewiesene FFH-Gebiet „Klüdener Pax-Wanneweh östlich Calvörde“ im Biosphärenreservat Drömling und im Osten an das hier als Naturschutzgebiet „Rogätzer Hang-Ohremündung“ ausgewiesene FFH-Gebiet „Elbaue südlich Rogätz mit Ohremündung“ im Biosphärenreservat Mittelelbe als Teil des Biosphärenreservats Flusslandschaft Elbe. Im Osten überlagert sich das FFH-Gebiet teilweise mit den Landschaftsschutzgebieten „Lindhorst-Ramstedter Forst“ und „Ohre- und Elbniederung“. Es ist durch die Landesverordnung zur Unterschutzstellung der Natura 2000-Gebiete im Land Sachsen-Anhalt (N2000-LVO LSA) seit dem 21. Dezember 2018 rechtlich gesichert. Zuständige untere Naturschutzbehörde ist der Landkreis Börde.

## Beschreibung
Das FFH-Gebiet liegt nördlich von Magdeburg. Es erstreckt sich entlang der Ohre und umfasst den Gewässerlauf mit seinen Uferrandstreifen. Die Ohre wird teilweise von Gehölzen begleitet. Feuchte Hochstaudenfluren mit Wasserdost, Zaunwinde, Echtem Mädesüß, Gewöhnlichem Blutweiderich, Sumpfziest und Rohrglanzgras sind nur vereinzelt ausgebildet. In der Ohre siedelt Wasservegetation aus Einfachem Igelkolben, Wasserknöterich, Kammlaichkraut, Schwimmendem Laichkraut sowie Schwanenblume, Sumpfwasserstern, Brunnenkresse, Gelber Teichrose, Durchwachsenem Laichkraut und Ährigem Tausendblatt.
Das FFH-Gebiet ist ein Verbindungsgewässer zwischen den Lebensräumen des Drömlings und der Elbe. Es beherbergt Vorkommen von Bitterling, Rapfen, Schlammpeitzger und Steinbeißer und ist Lebensraum des Fischotters. Stellenweise existieren auch Ansiedlungen des Bibers. Weiterhin ist das Gebiet Nahrungshabitat der Fledermausarten Großes Mausohr, Großer und Kleiner Abendsegler, Wasserfledermaus und Zwergfledermaus.
Das FFH-Gebiet wird größtenteils von landwirtschaftlichen Nutzflächen umgeben. In Haldensleben, Hillersleben, Meseberg, Bleiche und Wolmirstedt liegt es innerhalb der Ortslagen bzw. grenzt an diese.